# Urbanism agricol
Urbanismul agricol este o expresie dobândită pentru un mod defectuos de planificare urbană identificabilă în România după anii 1990 până în anul 2018, preluat de numeroase localități datorită lipsei de înțelegere a sensului planificării urbane.
Urbanismul agricol se identifică prin:

-amplasarea construcțiilor pe parcele agricole ce nu își modifica semnificativ limitele

-lipsa străzilor sau a spațiilor publice

-lipsa spațiului verde

-străzi private înguste fără infrastructură sau cu infrastructură de foarte slabă calitate

-accesibilitate redusă a autospecialelor de pompieri

-aglomerarea de branșamente la limita cu o stradă publică

-ambuteiaje la ore de vârf

-funcțiunea exclusivă de locuire

-lipsa funcțiunilor complementare locuirii

Motivele apariției:
Deficiențe de comunicare și coordonare între proprietari de terenuri.

Neînțelegerea sensului planificării urbane.

Neimplicarea autorităților publice locale în planificare urbană de teama avantajării unor proprietari în defavoarea altora. Deseori investiția publică în planificare urbană pe terenuri privat a fost considerată ca fiind o investiție în proprietăți private.

Implicare insufcientă a Registrului Urbaniștilor din România în urmărirea modului de exercitare a dreptului de semnătură a urbaniștilor.

A nu se confunda cu semnificația expresiei din limba engleză ”Agricultural Urbanism” sau ”Urban agriculture”.